# Svart kurrawong
Svart kurrawong (Strepera fuliginosa) är en fågel i familjen svalstarar inom ordningen tättingar.

## Utseende och läte
Svart kurrawong är en stor och svart kråkstor fågel med stor svart näbb och gula ögon. I flykten syns vitt på stjärtspetsen och på handpennornas spetsar. Grå kurrawong är lik, men har vita undre stjärttäckare. Sången är ett tydligt gutturalt flöjtande, "kar-week, week-kar" eller liknande.

## Utbredning och systematik
Svart kurrawong förekommer enbart på öar söder om Australien. Den delas in i tre underarter med följande utbredning:
- Strepera fuliginosa fuliginosa – förekommer i Tasmanien (utom nordost)
- Strepera fuliginosa pervior – förekommer på Flindersön (Bass Strait)
- Strepera fuliginosa colei – förekommer i King Island (Bass Strait)

### Familjetillhörighet
Törnkråkorna i Cracticus, flöjtkråkan (Gymnorhina tibicen), kurrawongerna i Strepera samt de två arterna i Peltops placerades tidigare i den egna familjen Cracticidae. Dessa är dock nära släkt med svalstararna i Artamidae och förs allt oftare dit.

## Levnadssätt
Svart kurrawong bebor både öppna och mer beskogade miljöer. Den ses ibland födosöka i stora flockar.

## Status
Arten har ett begränsat utbredningsområde, men beståndet anses vara stabilt. IUCN kategoriserar arten som livskraftig.

## Bilder

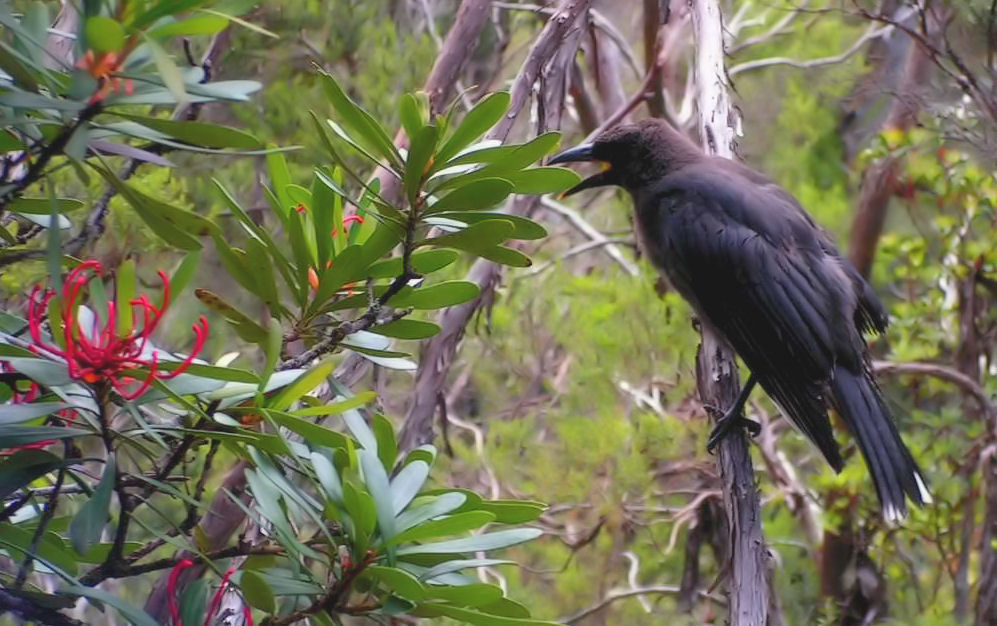
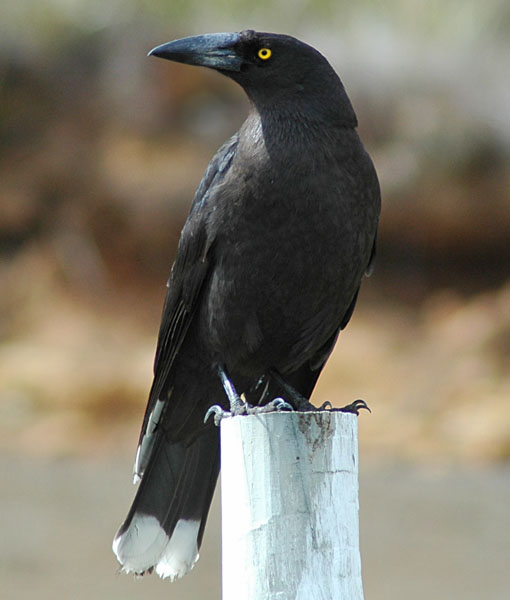
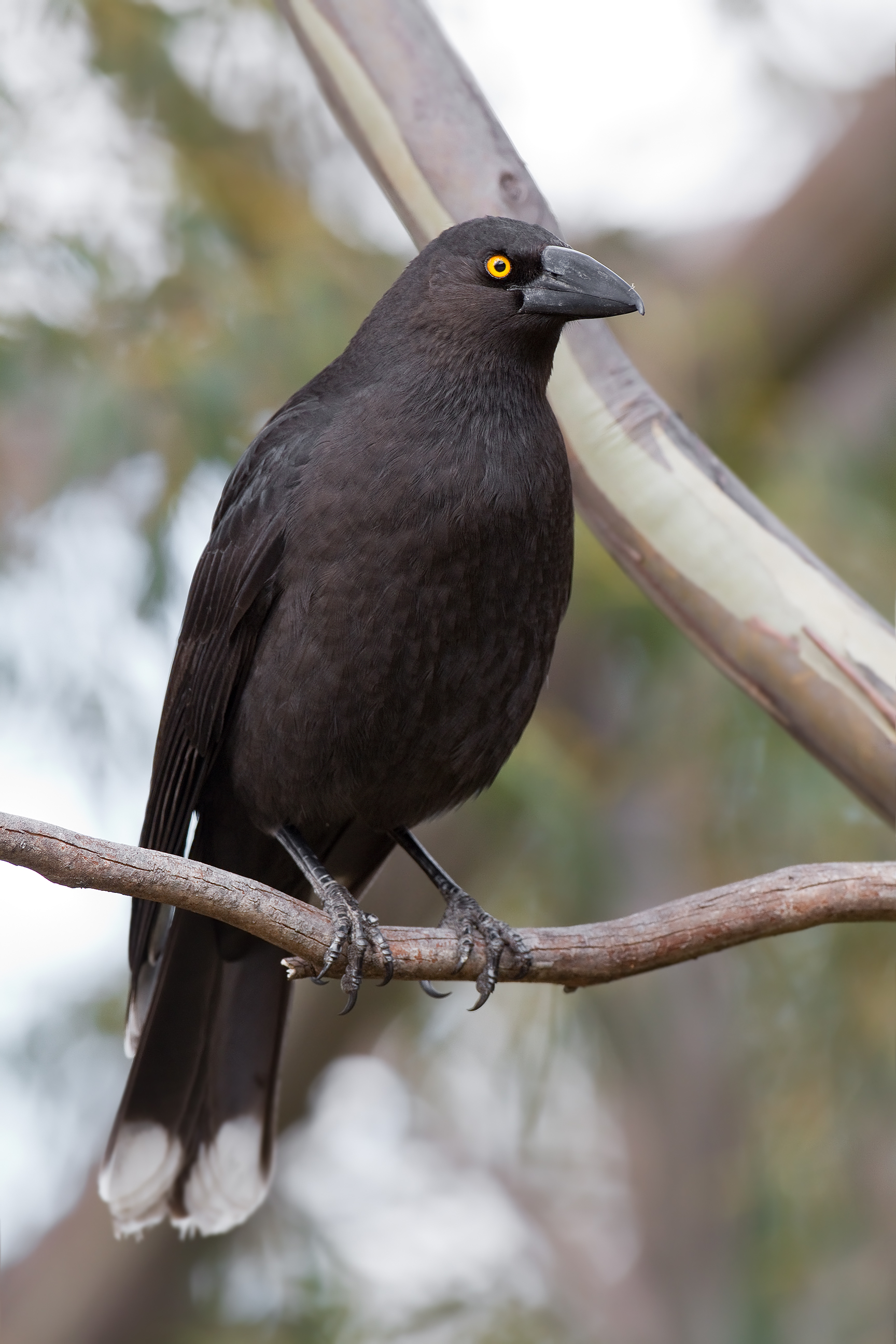